# Castelo de Faro
O Castelo de Faro, igualmente conhecido como Fábrica da Cerveja, localiza-se diante do largo de São Francisco, na cidade de mesmo nome, no Distrito de Faro, em Portugal. Os seus restos encontram-se integrados nas muralhas de Faro. Foi construído durante o período muçulmano, sendo então a alcáçova da povoação, e após a reconquista cristã passou a ser um castelo. No século XVIII foi profundamente modificado, com a construção de um quartel para o regimento de artilharia no seu interior. Na transição para o século XX entrou em profundo declínio devido ao desenvolvimento urbano de Faro, tendo sido vendido a particulares e reaproveitado como um núcleo industrial, processo que atingiu o seu auge com a construção da Fábrica de Cerveja em cima das ruínas do castelo, na década de 1930. Entre 1968 e 1992 o edifício foi ocupado pela Cervisul - Sociedade Distribuidora de Cerveja e Vinhos do Sul e pelo Regimento de Infantaria do Sul, e em 1998 foi adquirido pela Câmara Municipal, que fez obras de recuperação no ano seguinte. Tornou-se depois num centro cultural para exposições temporárias, e em 2013 passou a ser a sede da Associação Recreativa e Cultural de Músicos.

## História
No interior do monumento foram encontrados vestígios arqueológicos, tanto em termos de estruturas como de espólio, que permitem identificar um longo período de ocupação do local. Os indícios mais antigos pertencem ao período romano, passando depois pelo domínio islâmico e pelas épocas Moderna e Contemporânea.

### Períodos romano e medieval
No local foram encontrados materiais dos finais da época romana, provavelmente pertencentes aos séculos IV a VII, incluindo os vestígios de um tanque, que poderia ter feito parte de um complexo termal.
No século IX, durante o período islâmico, terá sido construída a alcáçova neste local. Em 1249 o castelo de Faro foi tomado pelas forças cristãs durante a reconquista, no reinado de D. Afonso III, tendo esta batalha ficado ligada a uma lenda, segundo a qual uma das portas da fortaleza teria sido aberta por uma moura durante a noite, ficando então com o nome de Porta da Traição, que ainda existe. D. Afonso III ordenou que a alcáçova fosse convertida num castelo cristão, como parte do programa de reedificação e reforço das muralhas da vila.

### Época moderna
Em 1540 Faro foi elevada à categoria de cidade por D. João III, que também ordenou que todo o conjunto das defesas fosse reparado, por se encontrar em más condições de conservação. Ainda no século XVI, mas já durante o período de D. Sebastião, foi construído um revelim no lanço nascente das muralhas. Em 1596 o castelo não impediu que a cidade fosse atacada por forças inglesas, que a incendiaram. Durante a Guerra da Restauração, no século XVII, as defesas de Faro foram alvo de obras de reparação.
Nos finais do século XVIII o castelo foi muito modificado pelo Governador e Capitão General, D. António José de Castro, Conde de Resende, tornando-se num quartel para o Regimento de Artilharia. Este era composto por três edifícios de dois pisos anexados às muralhas, organizados numa planta sensivelmente em forma de U. Ainda nessa centúria foi construído o Trem de Artilharia, com oficinas próprias para a reparação das peças de artilharia, onde posteriormente foi instalada a Galeria Trem, além de um edifício conhecido como Armazém da Praça, e que ficou adossado à face setentrional do castelo.

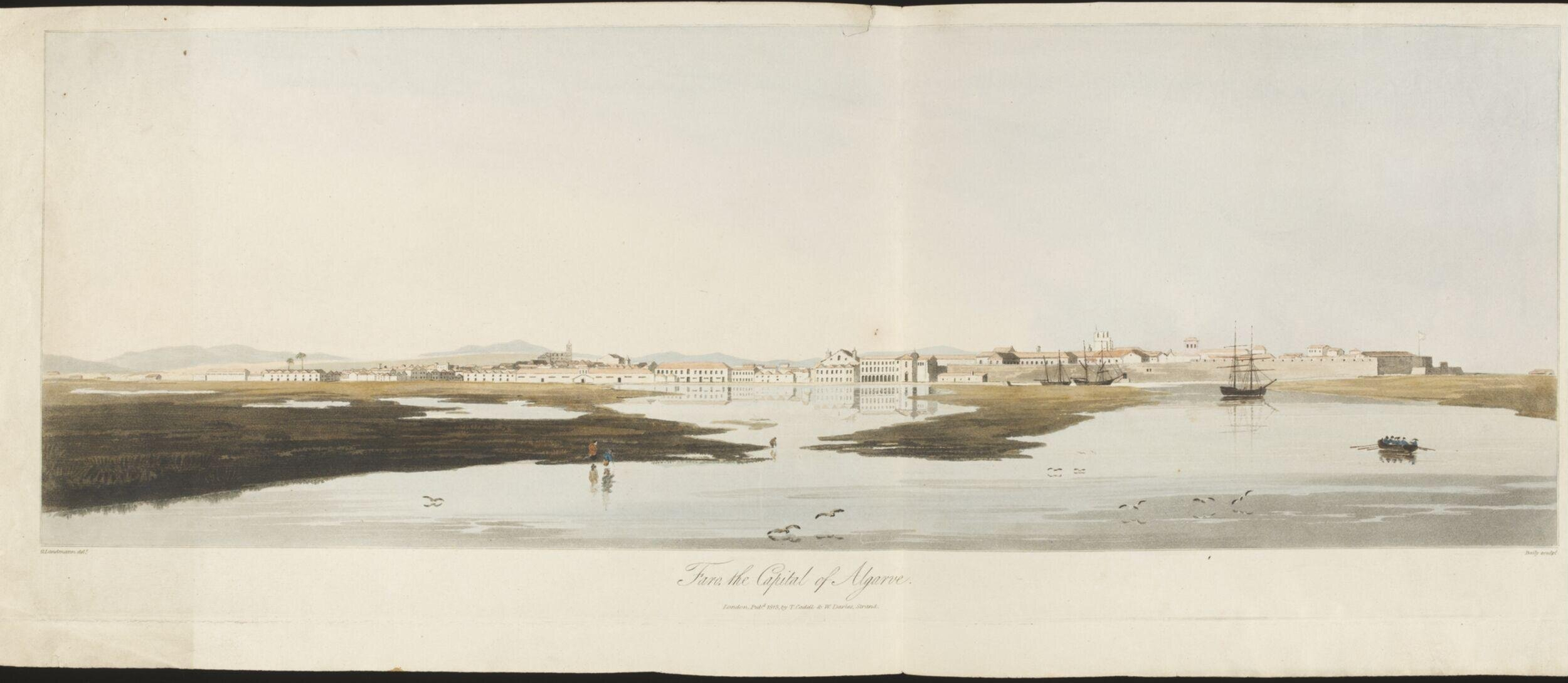
Gravura de 1813 com uma vista panorâmica da cidade de Faro, da autoria do engenheiro britânico George Landmann. No lado direito são visíveis as muralhas em redor da vila-adentro.

### Séculos XIX e XX
O Castelo de Faro foi descrito pelo engenheiro militar britânico George Landmann no século XIX, texto que foi traduzido e publicado no periódico Revista Algarvia de Março de 1950: «As ruínas do Castelo Mouro são ainda importantes, tendo sido modernizadas e reparadas, mas o terramoto de 1755 danificou-as sériamente. [...] O Castelo Mouro alberga o depósito de artilharia, o palácio do bispo e uma parte da cidade». Em 1880 o quartel no interior do castelo já não estava em funcionamento, e a guarnição da cidade tinha a sua base no antigo convento de São Francisco. Durante o século XIX o antigo sistema defensivo de Faro começou a ser progressivamente sacrificado em prol do desenvolvimento urbano da cidade, com a eliminação de vários lanços de muralha. O castelo também foi muito atingido neste processo, perdendo as suas funções militares e passando a ser um núcleo industrial entre os finais do século XIX e os princípios do XX. Em 1897 foi ocupado por particulares, tendo sido instaladas várias oficinas, e entre 1904 e 1935 funcionou ali uma fábrica para a destilação de álcool.
Em 4 de Junho de 1911, o jornal O Algarve transcreveu um decreto publicado no Dário do Governo em 30 de Maio, que autorizou o Ministério da Guerra a dar permissão à autarquia de Faro, no sentido de proceder à «demolição de parte dos terraplenos dos baluartes e muralhas do castello da dita cidade, necessaria para a continuação dos trabalhos de construção da estrada de circumvallação da mesma cidade». Este diploma impôs várias condições, tendo a primeira determinado que «obriga-se a Camara Municipal de Faro a construir á sua custa os muros de suporte precisos para vedar os terraplenos dos baluartes [...] podendo n'estes muros applicar a pedra proveniente das demolições», enquanto que a segunda refere que a autarquia seria responsável por «construir no local conveniente a parede do armazem cortado pelo novo alinhamento da orla norte da estrada, e situado no terrapleno de um dos baluartes». Em 20 de Maio de 1914, o Comando Militar de Faro emitiu um anúncio sobre a arrematação em hasta pública para o arrendamento do segundo lote do Castelo de Faro. Em 19 de Outubro de 1924, o jornal Noticias do Algarve reportou que no dia 13 o Ministério da Guerra tinha emitido um despacho autorizando a aquisição do castelo por parte da Câmara Municipal, incluindo «edificações e material fixo, existentes dentro da respectiva área». Segundo o artigo, já há vários meses que a autarquia estava a encetar esforços no sentido de adquirir o imóvel, que então se encontrava «arruinado e abandonado, absolutamente inutil na actualidade para quaesquer operações bellicas», e que «poderá ser utilisado, com vantagem, aproveitando-se a sua vasta area, para construção de fabricas, armazéns ou casas de habitação». Na sessão de 22 de Outubro, a Câmara Municipal decidiu comprar o imóvel pelo valor de 144.500$00 Reais, que seriam pagos em três prestações, para as quais a autarquia iria pedir um empréstimo. Em 11 de Janeiro de 1925 foi assinada a escritura para a aquisição do castelo, e logo em 15 de Janeiro a autarquia emitiu um edital, marcando para Fevereiro a abertura da venda em praça dos terrenos, armazéns e edifícios constantes do castelo, além de sucatas e outros materiais que estavam no seu interior.
Porém, o processo foi duramente criticado pelo jornal Diário de Notícias, que protestou contra a demolição do castelo, devido ao seu rico historial. O jornal Noticias do Algarve pediu a opinião de Luciano Freire, presidente da 1.ª Circunscrição do Conselho de Arte e Arqueologia, que afirmou que as poucas ruínas que sobreviviam do castelo não tinham interesse do ponto de vista artístico e arqueológico, motivo pelo qual não tinha sido classificado, sendo apenas de interesse um cubelo que estava em graves condições de conservação. Ainda nesse mês, a Associação dos Arqueólogos Portugueses enviou uma missiva à Câmara Municipal sobre o assunto, onde declarou que «o chamado Castelo de Faro não é mais do que um simples paredão quasi todo arruinado, sem estetica ou qualquer valor archeologico, desprovido de torres, ameias, barbacans ou outros elementos que caracterisam essas vetustas edificações não tendo egualmente, no recinto por ele circundado qualquer edifício notável», acrescentando que «já não existem as edificações primitivas ou estão de tal maneira transformadas por modernas reedificações que nenhum interesse scientifico elas merecem». Em 27 de Março a autarquia anunciou a abertura do concurso público para a venda do segundo lote do castelo, «que tem uma area de 1.204 metros quadrados e se compõe de armazéns e terrenos de cerca». Em Setembro, o jornal O Nosso Algarve entrevistou o presidente da Comissão Executiva de Faro, José Franco Perreira de Matos, sobre as intervenções que aquele órgão tinha realizado, e as que estavam planeadas. Questionado sobre quais os motivos que levaram a autarquia a adquirir o antigo castelo, José Matos revelou que tinha sido sido com a intenção de «continuar a Avenida em volta da muralha, ligando, assim, o Jardim Manuel Bivar com o Largo de S. Francisco e por meio de uma rua que já mandámos abrir, o mesmo Largo com o Largo da Sé», e acrescentou que «acabamos com um mono que fechava uma parte da cidade e ao mesmo tempo realisamos com a venda dos terrenos, o dinheiro que temos precisado para os melhoramentos já realisados e a realisar».
Em 2 de Março de 1930, o jornal O Algarve noticiou que um representante da empresa Portugália tinha assinado um contrato com os proprietários do antigo castelo, de forma a adquirirem a parte Norte daquele imóvel, onde iria ser instalada uma fábrica de cerveja. Um edital emitido pela 5.º Circunscrição Industrial no dia seguinte, e publicado no jornal Correio do Sul no dia 8 de Março, refere que a «Companhia Produtora de Malte e Cerveja Portugalia pretende licença para instalar uma fabrica de cerveja no Castelo, freguesia da Sé, concelho e districto de Faro; confrontando ao norte com herdeiros de Abrahão Amram e Ferreira de Sousa, sul e nascente com herdeiros de Luiz Mascarenhas e poente com rua». A fábrica foi construída entre 1931 e 1940, pela Companhia Produtora de Malte e Cerveja Portugália, levando à destruição de muitos elementos estruturais antigos. Porém, aquela unidade industrial não chegou a operar. Devido ao desenvolvimento industrial, foi necessária a destruição de um lanço de muralha por de volta de 1930, criando a Rua Nova do Castelo, no sentido de melhorar o transporte de mercadorias entre o interior e o exterior do centro histórico.
Em 1968 o edifício da fábrica foi ocupado pela Cervisul - Sociedade Distribuidora de Cerveja e Vinhos do Sul e pelo Regimento de Infantaria do Sul, tendo ambos saído das instalações em 1992. O edifício também foi utilizado como paiol pelo exército. Entretanto, na segunda metade do século XX começou-se a verificar um esforço concertado para a recuperação dos monumentos militares da cidade, principalmente por parte da Câmara Municipal, que em 1998 adquiriu a parte do castelo que foi adaptado a fábrica. Em 1999 foi alvo de trabalhos arqueológicos, com a finalidade de investigar a história de ocupação do local, e ao mesmo tempo minimizar o impacto de futuras obras, tendo sido encontrados vestígios de um tanque romano e da torre de menagem. Em 2000 foram feitos trabalhos de recuperação no edifício da Fábrica da Cerveja.

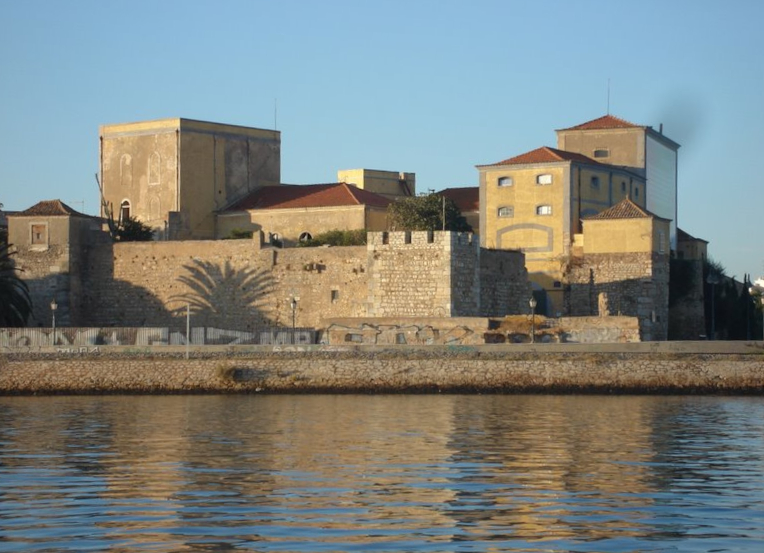
Vista do antigo castelo, a partir da Ria Formosa.

### Século XXI
Em 2001, estava prevista a requalificação do conjunto da Fábrica da Cerveja, e a sua adaptação no Museu de Arte Contemporânea, que seria um núcleo do Museu Muncipal de Faro. Esta intervenção iria abranger a valorização os vestígios existentes do castelo medieval e a requalificação do quartel militar, enquanto que o museu de arte iria ser instalado nas antigas estruturas fabris. A área em redor também iria ser alvo de tratamento urbanístico, no sentido de recriar a porta e a antiga Praça de Armas, seria parcialmente encerrada a abertura feita nas muralhas, a Sul do castelo, e previa-se igualmente a requalificação da arcaria e das estruturas adossadas ao pano setentrional das muralhas do castelo. Porém, a proposta de instalação do museu não teve seguimento.
Em 2009 voltaram a ser feitos trabalhos arqueológicos, principalmente para prevenir danos nos vestígios antigos durante a montagem de instaladores e monta-cargas no edifício, tendo sido encontrados indícios do Quartel do Regimento de Artilharia de Faro, além de uma das antigas portas do castelo, a Porta do Socorro.
Devido a problemas financeiros, a autarquia colocou o monumento em hasta pública duas vezes, mas em ambos os casos não surgiram concorrentes. Em 2 de Outubro de 2012, o jornal Sul Informação noticiou que a Câmara Municipal tinha lançado um conjunto de terrenos municipais em hasta pública, no sentido de estimular a economia do concelho, tendo um dos imóveis abrangidos por esta medida sido a Fábrica da Cerveja. Esta foi a segunda vez que o município colocou o edifício da antiga fábrica à venda, tendo inicialmente autorizado apenas o seu aproveitamento como hotel de charme, enquanto que no segundo processo permitiu igualmente a conversão «em empreendimento turístico ou habitacional». Em 2013 passou a albergar a Associação Recreativa e Cultural de Músicos, após esta organização ter perdido a sua sede anterior.
Em 18 de Fevereiro de 2022, a autarquia de Faro revelou que iria converter a antiga Fábrica da Cerveja num centro dedicado às artes e criatividade, num investimento de cerca de 1,4 milhões de Euros. Esta intervenção iria ser feita como parte de um programa de obras em vários pontos da cidade, organizado no âmbito da candidatura de Faro à Capital Europeia da Cultura em 2027. O vice-presidente da Câmara Municipal de Faro, Paulo Santos, explicou que a cidade iria passar a ter «um espaço multifuncional, cuja gestão queremos que seja partilhada com o tecido cultural, as associações e a universidade para que possam intervir no equilíbrio financeiro do processo. Será um espaço muito abrangente, onde se poderá produzir, dar à comunidade, mas também receber. Um equipamento que nos permitirá escalar a cidade para uma dimensão que nunca tivemos capacidade». A intervenção no castelo foi divida em quatro fases, sendo a primeira correspondente à requalificação do corpo nascente do edifício e no largo, além da remoção de um muro junto à Rua do Castelo, no sentido de abrir uma nova praça nesta área. A segunda iria incluir uma intervenção no jardim anexo à fábrica, e a instalação de dois edifícios de apoio, um na área posterior da fábrica e outro perto da Praça D. Afonso III. O primeiro destes edifícios teria várias funções, incluindo de suporte à produção musical, enquanto que o segundo iria facilitar as relações entre a fábrica e o Museu Municipal de Faro. A terceira fase iria consistir na realização de obras nos corpos meridional e nascente do edifício da fábrica, enquanto que a quarta iria incidir principalmente sobre o Museu Municipal e nas áreas anexas.

## Características

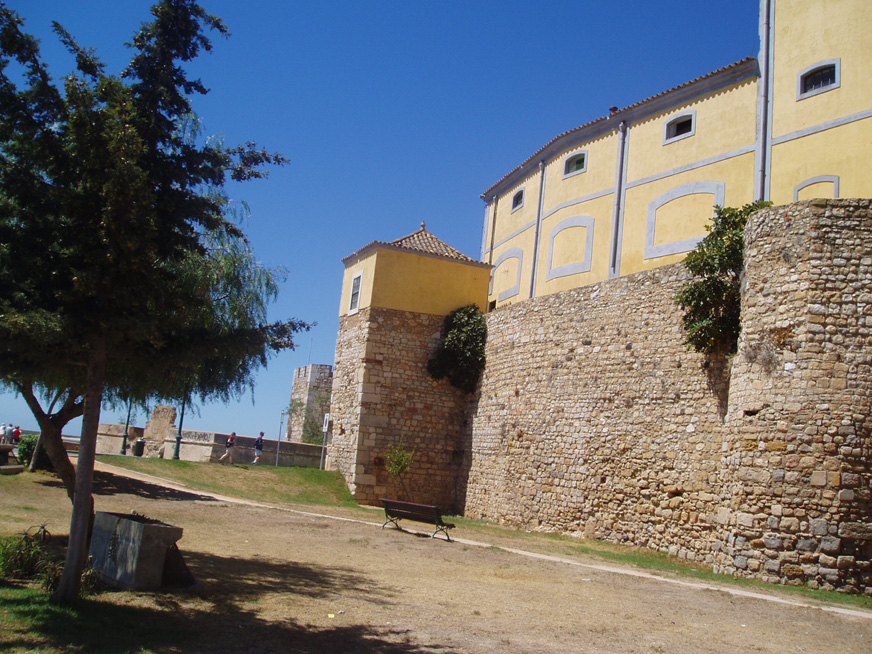
Castelo e muralhas de Faro.

O antigo castelo de Faro estava integrado no centro histórico da cidade, conhecido como Vila-Adentro, estando integrado no conjunto de muralhas que cercava aquela área, no extremo nascente. O castelo situava-se numa pequena elevação junto da Ria Formosa, num local que permitia um bom controlo visual sobre a zona em redor, principalmente o importante porto medieval de Faro. Tinha de planta de forma sensivelmente quadrangular, e estava cercado por muralhas, com oito torres de planta também rectangular, e uma torre de menagem, tendo sido encontrados vestígios dos alicerces desta estrutura. O castelo medieval contava com três portas: duas para fora das muralhas e uma para dentro do recinto da medina, posteriormente conhecido como vila-adentro. A Fábrica da Cerveja situa-se junto à Rua do Castelo, no ponto em que esta desemboca na Praça de São Francisco, tendo parte da muralha sido destruída para a passagem deste arruamento. No canto nascente encontra-se um revelim, popularmente conhecido como Mesa dos Mouros.
O antigo espaço do castelo foi ocupado pela Fábrica da Cerveja, uma antiga unidade industrial que se destaca pelas suas grandes dimensões, principalmente em altura, muito superior às muralhas circundantes. A fábrica em si também é de interesse por ter sido um dos primeiros edifícios em betão armado na região. Os vestígios do castelo foram classificados como Imóvel de Interesse Público, enquanto que as antigas instalações da fábrica são consideradas como uma Edificação Notável pela autarquia de Faro.
Em termos de espólio, foi encontrada uma grande diversidade de materiais, incluindo peças de cerâmica romana, nas tipologias de campaniense, terra sigillata itálica, sudgálica, hispânica e clara, além de ânforas de várias origens, cerâmica islâmica e moderna, e um projéctil de arma de arma de fogo.

## Leitura recomendada
- LAMEIRA, Francisco I. C. (1995). Faro: Edificações Notáveis. Faro: Câmara Municipal de Faro. 100 páginas